# ژابینیتس (استان اشوی‌داشکسیه)
ژابینیتس (به لهستانی: Żabiniec) یک منطقهٔ مسکونی در لهستان است که در گمینا زووتا واقع شده‌است.